# 化学的不均衡
化学的不均衡（かがくてきふきんこう、英: chemical imbalance）とは、精神障害の原因に関する一つの仮説である。他の原因の仮説には、心理的、社会的な原因がある。
基本概念は、脳内の神経伝達物質の不均衡が精神状態の主な原因であり、これらの不均衡を正す薬物は精神状態を改善し得るというものである。この言葉は、脳化学の研究に由来する。1950年代、モノアミン酸化酵素阻害薬（MAOI）と三環系抗うつ薬がうつ病の治療に効果があると偶然発見された。
統合失調症など、他の精神的な病気の研究でも発見があった。セロトニン、ノルアドレナリン、ドーパミンなど、モノアミン神経伝達物質の活動に精神的な病気との相関が見られた。この仮説はモノアミン仮説と呼ばれ、病態生理学や薬物治療の分野で25年以上研究の中心にある。また、選択的セロトニン再取り込み阻害剤（SSRI）などの新しい種類の薬の開発につながった。「モノアミン仮説」は「うつ病のモノアミン仮説」を意味する時と「統合失調症のドーパミン仮説」など他の仮説を含んだ総称として用いられる時がある。
この概念的な枠組みには科学から疑義が呈されている。仮説は単純化し過ぎで欠陥が示されているからである。しかし、薬物治療の説明の助けとする分には有用である。アメリカ食品医薬品局（FDA）精神薬理学諮問委員会のウェイン・グッドマン（Wayne Goodman）委員長は、彼自身の精神科の患者には使わないが、化学的不均衡説を「有用な隠喩」と述べている。
また、研究者が不都合な真実を語ると各方面から圧力が掛かることも指摘されている。主に製薬業界が普及を推進しており、周辺業界に様々な働きかけを行っている。化学的不均衡の全体像を把握するためには、周辺事情の理解も必要である。

## うつ病のモノアミン仮説
うつ病のモノアミン仮説は生物学的な仮説であり、脳内のモノアミン神経伝達物質（セロトニン、ノルアドレナリン、ドーパミン等）の減少によって起こるとされる。しかし、直接的な証拠は見つかっていない。セロトニンは認知/行動レベルと神経レベルの両方で見られる感情処理バイアスを変えることによって、気分に間接的に影響を与える可能性がある。

### セロトニン仮説
1960年、エジンバラの研究者ジョージ・アシュクロフト（George Ashcroft）は、うつ病ではセロトニンの代謝産物（5-HIAA）の脳脊髄液中濃度が減少している可能性を発見した。この発見はうつ病のセロトニン仮説を生み出したが、より精度の高い試験では減少を確認できなかったため、アシュクロフトは間違いだったと結論付けた。1970年代前半、アシュクロフトらが精神医学に受容体の理論を導入した後、セロトニンやノルアドレナリンの減少が精神薬理学者の間で話題に上ったことはほとんどない。

### カテコールアミン仮説
うつ病について、ヨーロッパの研究者はセロトニンを重視したが、北アメリカ大陸の研究者はノルアドレナリンを重視した。1961年、アメリカ国立衛生研究所（NIH）のジュリアス・アクセルロッドは、イミプラミンのような三環系抗うつ薬がノルアドレナリンの再取り込みを阻害することを発見した。1965年、アメリカ国立精神衛生研究所（NIMH）のジョセフ・シルドクラウト（Joseph Schildkraut）は「感情障害のカテコールアミン仮説」を発表し、うつ病ではノルアドレナリンが減少しており、抗うつ薬はノルアドレナリンを増加させると主張した。
直接的な根拠はほとんどなく、シルドクラウトは「根拠のほとんどは間接的で、感情の変化を引き起こすレセルピン、アンフェタミン、そしてモノアミン酸化酵素阻害作用のある抗うつ薬など、薬の薬理学的研究から推論しています」と述べている。カテコールアミン仮説は、抗うつ薬には偽薬より効果があるという仮定と、ノルアドレナリンを減少させる「レセルピン」に抗うつ薬としての効果があると知らなかったことによる勘違いである。「レセルピン」によって一部の患者に生じる抑うつ症状や自殺は、うつ病ではなく、アカシジアである。

## 統合失調症のドーパミン仮説
統合失調症の原因を研究する中で、脳の中脳辺縁系経路のドーパミン機能に関心が置かれた。この関心は主に、フェノチアジンとして知られるドーパミン機能を遮断する薬剤群が精神症状を減らしたという偶然の発見によるものである。また、ドーパミンの放出を引き起こすアンフェタミンが統合失調症の精神症状を悪化させる可能性があるという事実によっても支持されている。
統合失調症のドーパミン仮説として知られる有名な仮説は、統合失調症の（陽性症状の）原因はドーパミン経路の機能不全が関係していると述べている。この仮説は、現在、過度に単純化し過ぎていると全般に説明されている。一因は、（非定型抗精神病薬と呼ばれる）新しい抗精神病薬は（定型抗精神病薬と呼ばれる）古い薬と同等の効果があり、また、セロトニン機能に作用し、ドーパミンの遮断効果がやや少ないからである。

## 議論
1960年代、70年代、アメリカ国立精神衛生研究所の研究者らは、ほとんどのうつ病は治療を行わなくても長期的には自然回復する、と述べていた。むしろ、数ヶ月以内の自然回復率が50%を越えるため、薬物治療の有効性の判断は難しい。
2000年、ハーバード大学医学大学院で精神医学の臨床講師を務める精神科医のジョゼフ・グレンマレン（Joseph Glenmullen）は「ここ数十年間、私たちは精神医学的症状の生化学的不均衡と言われる状態を証明できると考えていました。これらの試みは熱心に行われましたが、一つも証明されませんでした。正反対です。そのような不均衡が見つかったと思われた全ての事例で、それは間違いだったとその後証明されました」と述べている。
アメリカ精神医学会がDSM-Vに向けて出版した『DSM-V研究行動計画』は、精神障害の生化学的指標について、一つとして発見されていないと報告している。
2003年、アメリカ精神医学会のスティーブン・シャーフスタイン副会長は、精神保健システムが細分化される理由について、「生き残るために、私たち（精神科医）は金のあるところに行かねばなりません」と証言している。日本では医師法第17条によって診療を行う者が医師に限定されているが、アメリカ合衆国では医師ではない心理療法家にも法的に診療が認められている。精神医学を使う薬物療法中心の精神科医と、臨床心理学を使う心理療法中心の心理療法家に分かれており商売上の競合がある。また、精神科医は心理療法のための訓練をほとんど受けていない。
2008年、精神科医のピーター・クレイマーは、うつ病のセロトニン仮説は早計で破綻していると明言している。また、セロトニン欠乏がうつ病の決定的な役割を担うとする研究に反論しており、反論で挙げる研究分析によれば、そのような主張は時期尚早である。
2009年、偽薬効果を研究するハル大学のアービング・カーシュ博士は「支持できる証拠が乏しいどころか、化学物質不均衡説は間違いでしかないと膨大なデータが語っている」と述べている。抗うつ薬には不活性プラセボ（副作用のない偽薬）を若干上回る程度の効果しかなく、両者の差は副作用の有無だと指摘している。副作用が起きると本物だと分かり、被験者の期待が高まるからである。活性プラセボ（副作用のある偽薬）を用いた臨床試験では、抗うつ薬との間に有意な差は見られなかった。また、禁断症状が出る可能性があり、「医師に相談することなく抗うつ薬の服用を中断しないこと」と警告している。急な断薬ではなく、徐々に減薬することが重要である。
2010年、抗うつ薬の効果について、医師側から二つの反論がある。一つは、アメリカ食品医薬品局は偽薬より効果があると示す2件の臨床試験を要求しており、効果のない薬を承認するはずがない、という反論である。しかし、2件であり、他の大多数の臨床試験が効果がないと示していても良い。また、要求は統計的有意差であり、臨床的有意差（医薬品と偽薬の効果の差）の大きさは考慮されていない。もう一つは、医師は臨床現場で効果を確認している、という反論である。しかし、医師は偽薬を使うことがほとんどないため、偽薬に1錠4ドルする薬と同程度の効果があるとは考えない。また、専門家は抗うつ薬に効果がないとは言っていない。何も処方しないより偽薬を処方したほうが効果があり、抗うつ薬には偽薬程度の効果がある。問題としているのは抗うつ薬の効果が偽薬効果か否かである。「ゾロフト」を製造するファイザー社のスポークスパーソンは、抗うつ薬が「一般に偽薬と区別できないこと」は「アメリカ食品医薬品局、学界、製薬業界でよく知られている事実です」と述べている。
2012年、DSM-IVのアレン・フランセス編纂委員長は「精神医学における生物学的検査というのは未だにありません」「誤解を招きやすい考えの一つが、精神科の問題はすべて化学的アンバランスによるもので、服薬で病気が治るという考え方です。この考えによって、製薬会社は過去30年にわたって薬を売ることができたわけです」と述べている。精神科の軽度～中程度の症状には、心理療法が少なくとも薬物療法と同じくらい効果がある。心理療法のほうが持続効果は長く、副作用も少ないが、非常に多くの人が必要のない薬物療法を受けている。
2013年、国立精神・神経医療研究センター薬物依存研究部の松本俊彦室長は「精神科では依存性のある薬を使わざるを得ない場面もあるが、漠然とした投薬や診察なしの投薬は避けるべきだ」と指摘している。睡眠薬や精神安定剤として、多くの診療科で処方されるベンゾジアゼピン系薬剤は依存性の高さが指摘されている。薬物依存症について、精神科医からは「内科などの不適切な処方が問題」との意見が出ていたが、同センターなどの調査によれば、依存症の専門外来を受診した患者の84%は精神科治療によって引き起こされている。